# USS Hazelwood (DD-107)
USS Hazelwood (DD-107) là một tàu khu trục thuộc lớp Wickes của Hải quân Hoa Kỳ trong giai đoạn Chiến tranh Thế giới thứ nhất. Nó là chiếc tàu chiến đầu tiên của Hải quân Hoa Kỳ được đặt tên theo Thiếu tướng Hải quân John Hazelwood, một sĩ quan Hải quân Lục địa.

## Thiết kế và chế tạo
Hazelwood được đặt lườn vào ngày 24 tháng 12 năm 1917 tại xưởng tàu của hãng Union Iron Works ở San Francisco, California. Nó được hạ thủy vào ngày 22 tháng 6 năm 1918, được đỡ đầu bởi Cô Marian L. Neitzel, và được đưa ra hoạt động vào ngày 20 tháng 2 năm 1919 dưới quyền chỉ huy của Hạm trưởng, Trung tá Hải quân A. A. Corwin.

## Lịch sử hoạt động
Sau khi chạy thử máy và một chuyến đi đến Norfolk để tiếp liệu, Hazelwood khởi hành từ New York, New York vào ngày 15 tháng 4 năm 1919 hướng sang Địa Trung Hải. Sau khi đi đến Gibraltar vào ngày 9 tháng 5, nó tham gia huấn luyện và hộ tống cho thiết giáp hạm USS Arizona (BB-39). Sau khi hoàn thành nhiệm vụ tuần tra tại Địa Trung Hải, nó rời Malta ngày 28 tháng 7 và về đến New York ngày 13 tháng 8. Ngay ngày hôm sau, nó khởi hành đi sang khu vực hoạt động mới tại Thái Bình Dương. Di chuyển ngang qua Cuba và kênh đào Panama, nó đến San Francisco vào ngày 5 tháng 9. Sau các hoạt động tại vùng bờ Tây, Hazelwood được cho xuất biên chế tại San Diego vào ngày 7 tháng 7 năm 1922.
Hazelwood được cho nhập biên chế trở lại vào ngày 1 tháng 4 năm 1925, và tham gia các hoạt động huấn luyện và tập trận cùng các đơn vị khác của Hạm đội Thái Bình Dương trong năm năm tiếp theo. Nó ngừng hoạt động lần cuối cùng vào ngày 15 tháng 11 năm 1930 tại San Diego, được bán cho hãng Learner and Rosenthal vào ngày 30 tháng 8 năm 1935, và được tháo dỡ từ ngày 14 tháng 4 năm 1936.